# Adobe Version Cue
Version Cue — система контролю версій мультимедійних даних розроблена компанією Adobe. Дозволяє користувачам легко відстежувати і маніпулювати метаданими файлів, де зберігається інформація про історію файла, і ви можте побачити нову версію файла серед відносно старих. Version Cue також автоматизує процес співпраці над документами групи співавторів.
Застосунок входив до складу Adobe Creative Suite версій 2, 3 і 4 (остання версія). Після 2009 року не оновлюється і не входить до нових пакетів CS.